# Psychopathie autistique
Psychopathie autistique est le nom donné par le médecin autrichien Hans Asperger au syndrome qu'il décrit chez quatre enfants dans sa publication en allemand Die “Autistischen Psychopathen” im Kindesalter [« Les psychopathes autistiques pendant l'enfance »]. Ce texte a été proposé à publication le 8 octobre 1943, mais effectivement publié en 1944.

## Publication
Die “Autistischen Psychopathen” im Kindesalter [« Les psychopathes autistiques dans l'enfance »] est la publication issue de la thèse de Hans Asperger, publiée dans une revue de neurologie allemande en 1944. La publication a cependant été soumise à son directeur de thèse Franz Hamburger l'année précédente.

## Description
La traduction du terme psychologique allemand de l'époque (Psychopathie, Psychopath) dans la terminologie actuelle serait « trouble de la personnalité », c'est-à-dire qu'il s'agit de traits de la personnalité et non d'une maladie mentale telle que la schizophrénie.
Hans Asperger emprunte le terme d'« autisme » à Eugène Bleuler pour décrire quatre enfants chez lesquels il observe des troubles de la communication, de l'empathie, et une tendance à considérer les autres personnes comme des objets. Il note également leur difficulté à se faire des amis, des conversations unilatérales, une absorption intense pour un sujet particulier et de la maladresse physique. Il surnomme ces quatre enfants ses « petits professeurs ». Il met en évidence la cohabitation de points forts tels que l'intelligence et la créativité, et de points faibles tels que l'impossibilité à s'habiller seul. Il insiste enfin sur la relative fréquence de ce qu'il décrit, la psychopathie autistique n'étant d'après lui « pas du tout rare ».
D'après Jacques Hochmann, sa description vise à distinguer la condition observée chez ces enfants de la schizophrénie infantile, dans la mesure où ils ne sont « ni hallucinés ni délirants », font souffrir leur famille en raison de leur étrangeté, mais ne souffrent pas eux-mêmes de leur état. Il envisage également que les psychopathes autistiques puissent être réinsérés socialement grâce à une éducation spécialisée. D'après Steve Silberman, Asperger note des ressemblances avec le concept de schizophrénie infantile et en particulier avec le concept de « pensée autistique » défini par Bleuler, mais préfère le terme « psychopathie » afin de définir un état limite entre bonne santé et maladie mentale.

## Héritage
La publication de Hans Asperger, qui a suivi d'un an celle de Leo Kanner, a été oubliée du monde médical.
Par la suite, la dénomination de syndrome d'Asperger a été préférée pour désigner la condition correspondant aux observations de Hans Asperger, plutôt que celle de « psychopathie autistique » ou même d'« autisme ». D'après Temple Grandin, Lorna Wing l'a préférée afin d'éviter la stigmatisation associée au terme de « psychopathie ».